# Hochfelder See
Der Hochfelder See ist ein See im Kreis Plön im deutschen Bundesland Schleswig-Holstein nordwestlich der Ortschaft Warnau und südlich der Ortschaft Kirchbarkau. Er hat eine Größe von 13 Hektar und eine mittlere Tiefe von 1,6 Metern. Der See hat einen Zufluss im Süden und entwässert im Nordwesten in den Bothkamper See, dann über die Eider in die Nordsee. Westlich des Sees befindet sich der Bothkamper See, südlich der Viehteich. 

## Entstehung
Die Niederung in der sich der See heute befindet entstand während der letzten Eiszeit, als sich unter dem Eis Mulden gebildet hatten, die sich nach dem Abschmelzen mit Wasser füllten. Im Laufe der Zeit verlandete der See mehr und mehr.

## Naturschutzgebiet Lütjensee und Hochfelder See südöstlich Gut Bothkamp
Der See ist Teil des 155 ha großen Naturschutzgebiets Lütjensee und Hochfelder See südöstlich Gut Bothkamp. Am östlichen Ufer führt ein Wanderweg von Warnau durch die zum Naturschutzgebiet gehörende Weidelandschaft nahe an den See. Durch die starken Verlandungszonen mit zum Teil dichten Röhrichbestand und die umliegenden eingezäunten Wiesen mit Robustrindern, ist der See selbst nur schwer einsehbar. Das westliche Seeufer ist von Bruchwäldern geprägt.